# Пік святого Бориса
Пік святого Бориса (болг. връх Св. Борис, трансліт. vrah Sv. Boris) — гора, яка повністю покрита льодом та має висоту 1 699 м. Знаходиться на хребті Фрисланд у горах Тангра, що на острові Лівінгстон, який належить до Південних Шетландських островів, Антарктика. Це друга за висотою вершина острова, яка поступається тільки горі Фрисланд (1 700,2 м). Обидві вершини з'єднані короткою сідловиною в якій розташоване природне льодоутворення з гострою вершиною на скелі за назвою «Синагога», яка прилягає до піку святого Бориса. Вершина також пов'язана з піком Симеона та Парільською сідловиною. На хребті переважаючим є льодовик Хантрес, який знаходиться на північно-західній та західній стороні хребта та льодовик Мейсі, який опускається на південно-східній стороні. Центральна частина піку піднімається до 1 685 м, але найвища льодовикова точка «Синагога» є на висоті 1 699 м. Льодовиковий рельєф хребта може змінюватися; згідно з болгарським GPS-дослідженням Д. Боянова та Н. Петкова, висота гори Фрисланд складала 1693 м у грудні 2016 року, роблячи таким чином пік святого Бориса сезонно найвищою вершиною на острові. Згідно з американською високоточною системою вимірювання від «REMA», гора Фрисланд на 8 метрів вища за центральну частину піка Святого Бориса та на 14 метрів вища за льодовикове підвищення «Синагога».
На пік вперше піднялися та виміряли його за допомогою GPS двоє болгар: Д. Боянов та Н. Петков з табору Академія, які вийшли на вершину зі сторони гори Фрисланд 22 грудня 2016 року. 15 січня 2017 року болгари разом з Н. Хазарбасановим вже вийшли на гору іншим маршрутом, а саме з Несебарського перевалу через верхній льодовик Гантресс та пік Академії.
Гора названа на честь болгарського царя Бориса I Михайла, який правив у 852—889 рр. н. е..

## Місцезнаходження
Центральна частина гори знаходиться на 62°40′32″ пд. ш. 60°11′33″ зх. д. / 62.67556° пд. ш. 60.19250° зх. д., що на 650 м, рухаючись на південний захід, далі від гори Фрисланд. Гора знаходиться за 4,34 км на північний захід від вершини Пешева, 1,86 км на північний схід від вершини Симеона, 4,89 км на південний схід від піку Віллана Нунатака і 3,85 км на південний схід від вершини Пліського хребта (згідно з болгарським топографічним дослідженням у 1995/96 рр. та картографування місцевості у 1996, 2005 та 2009 роках).

## У масовій культурі
Назву цієї вершини Антарктики, яка була названа на честь болгарського святого правителя, британська преса згадала у зв'язку з перемогою Бориса Джонсона на виборах мера Лондона 2 травня 2008 року, в той самий день, коли святкується день святого Бориса в Болгарській православній церкві.

## Карти
- Діаграма Південного Шетленда, включаючи острів Коронації, & c. [Архівовано 28 вересня 2013 у Wayback Machine.] від розвідки пластів Голуб у 1821 та 1822 роках командиром Джорджа Пауелла того ж. Масштаб приблизно. 1: 200000. Лондон: Лорі, 1822 рік
- Південні Шетландські острови. [Архівовано 2 червня 2021 у Wayback Machine.] Масштаб 1: 200000 топографічна карта. DOS 610 аркуш W 62 60. Толворт, Велика Британія, 1968 рік.
- Л. Л. Іванов. Острів Лівінгстон: Центрально-Східний регіон . Масштаб 1: 25000 топографічна карта. Софія: Антарктична топонімічна комісія Болгарії, 1996 р.
- Л. Л. Іванов та ін. Антарктида: острів Лівінгстон та острів Гринвіч, Південні Шетландські острови . Масштаб 1: 100000 топографічна карта. Софія: Антарктична топонімічна комісія Болгарії, 2005.
- Л. Л. Іванов. Антарктида: Острови Лівінгстон і Гринвіч, острови Роберт, Сніг і Сміт. [Архівовано 24 квітня 2008 у Wayback Machine.] Масштаб 1: 120000 топографічна карта. Троян: Фонд Манфреда Вернера, 2009. ISBN 978-954-92032-6-4
- Антарктична цифрова база даних (ADD). [Архівовано 5 березня 2017 у Wayback Machine.] Масштаб 1: 250000 топографічна карта Антарктиди. Науковий комітет з питань антарктичних досліджень (SCAR). З 1993 р. Регулярно оновлюється та оновлюється.
- Л. Л. Іванов. Антарктида: острів Лівінгстон та острів Сміт . Масштаб 1: 100000 топографічна карта. Фонд Манфреда Вернера, 2017. ISBN 978-619-90008-3-0

## Галерея

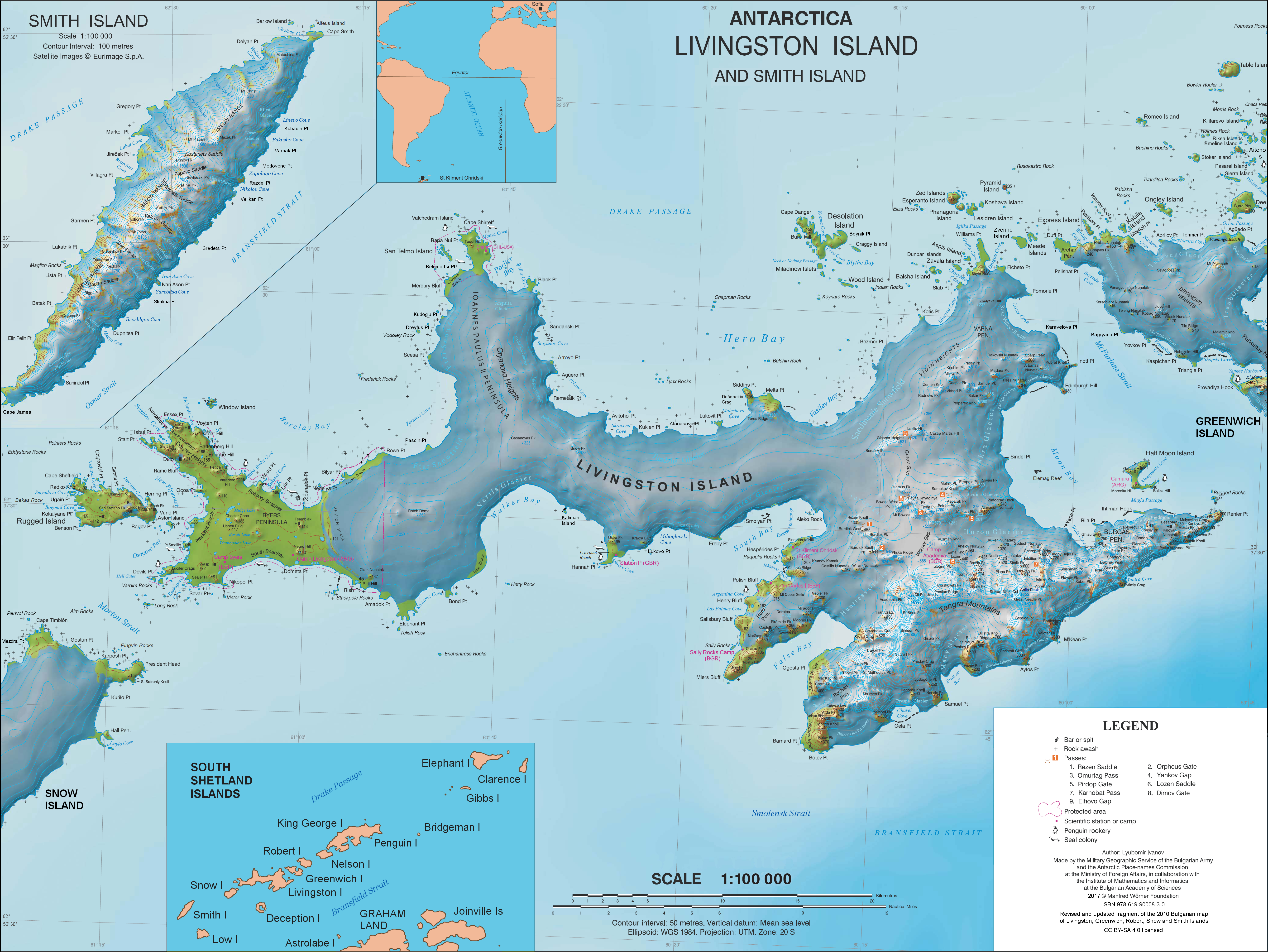
Топографічна мапа островів Лівінгстон та Сміт
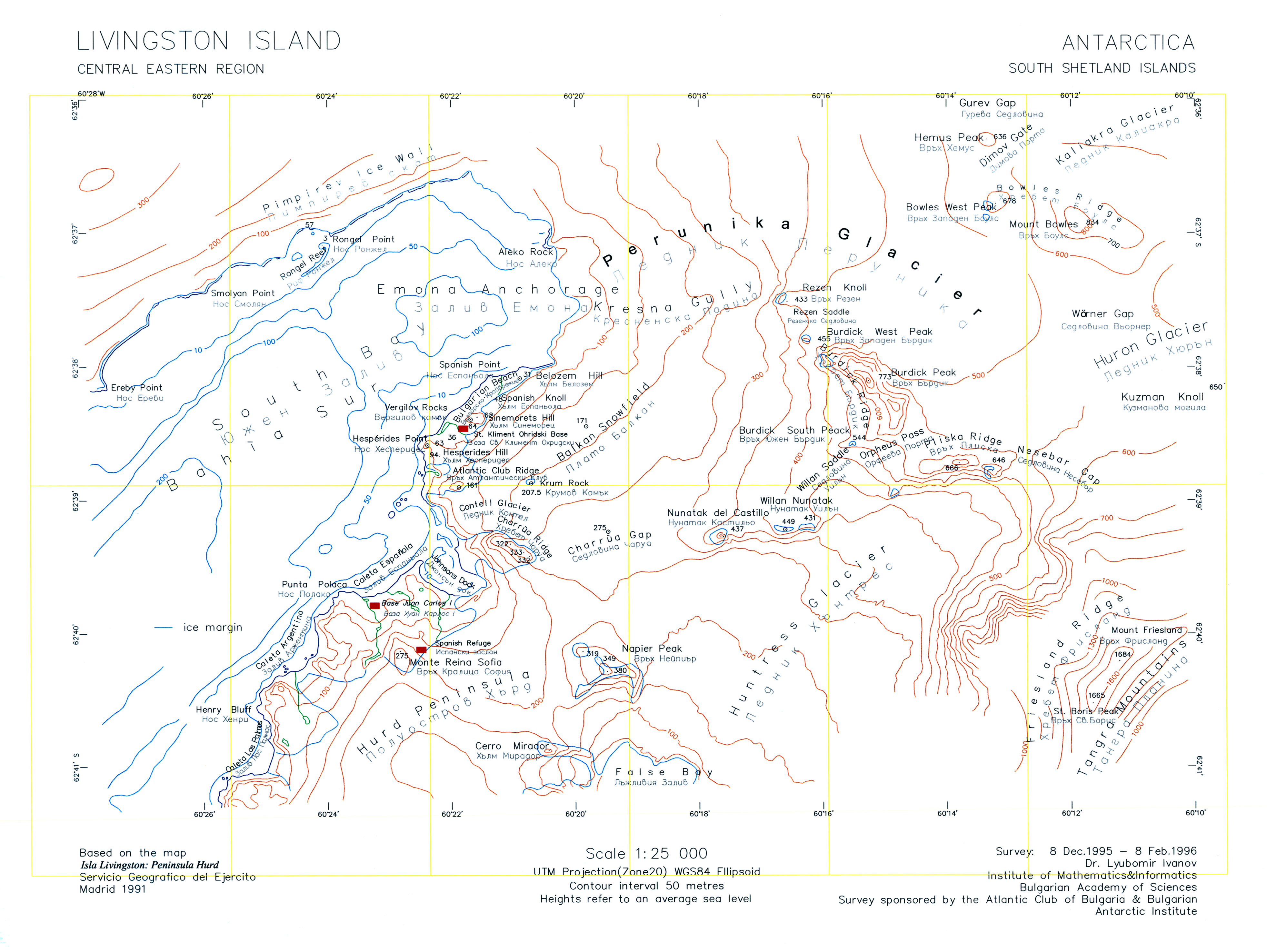
Топографічна мапа 1996 року, перше позначення піку Святого Бориса
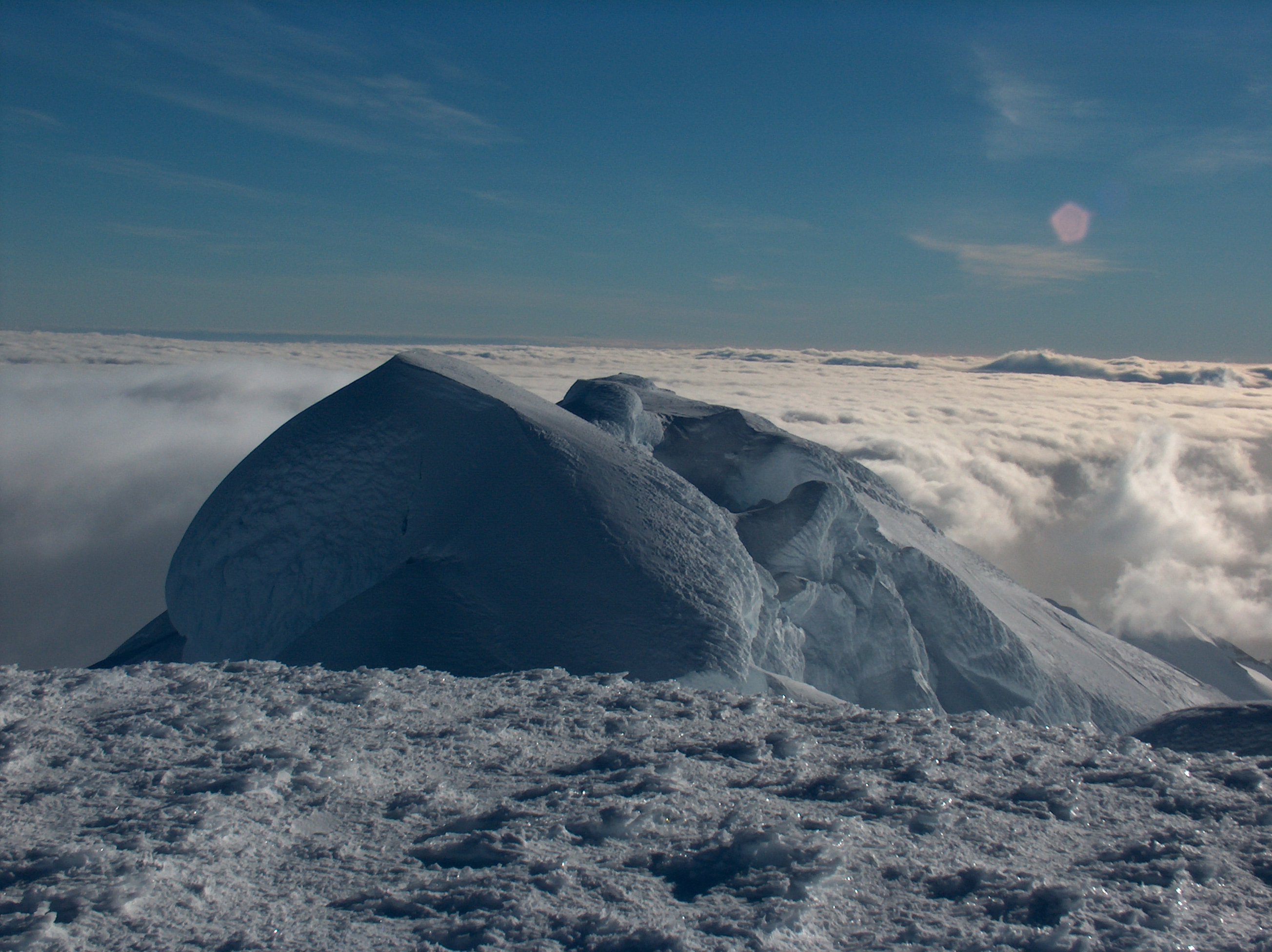
Вигляд на пік Святого Бориса з гори Фрисланд
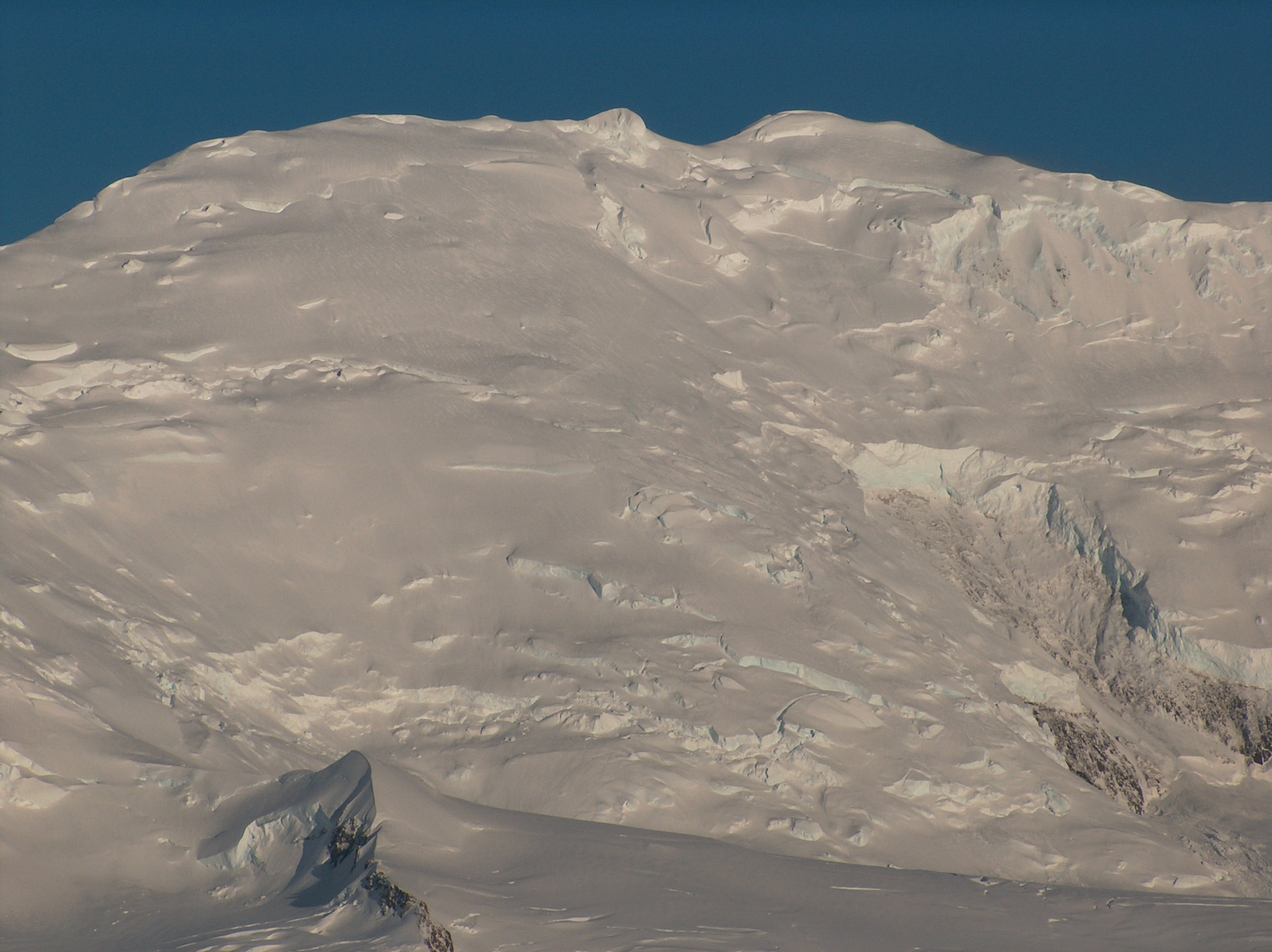
Пік Святого Бориса та гора Фрисланд з протоки Бренсфілда
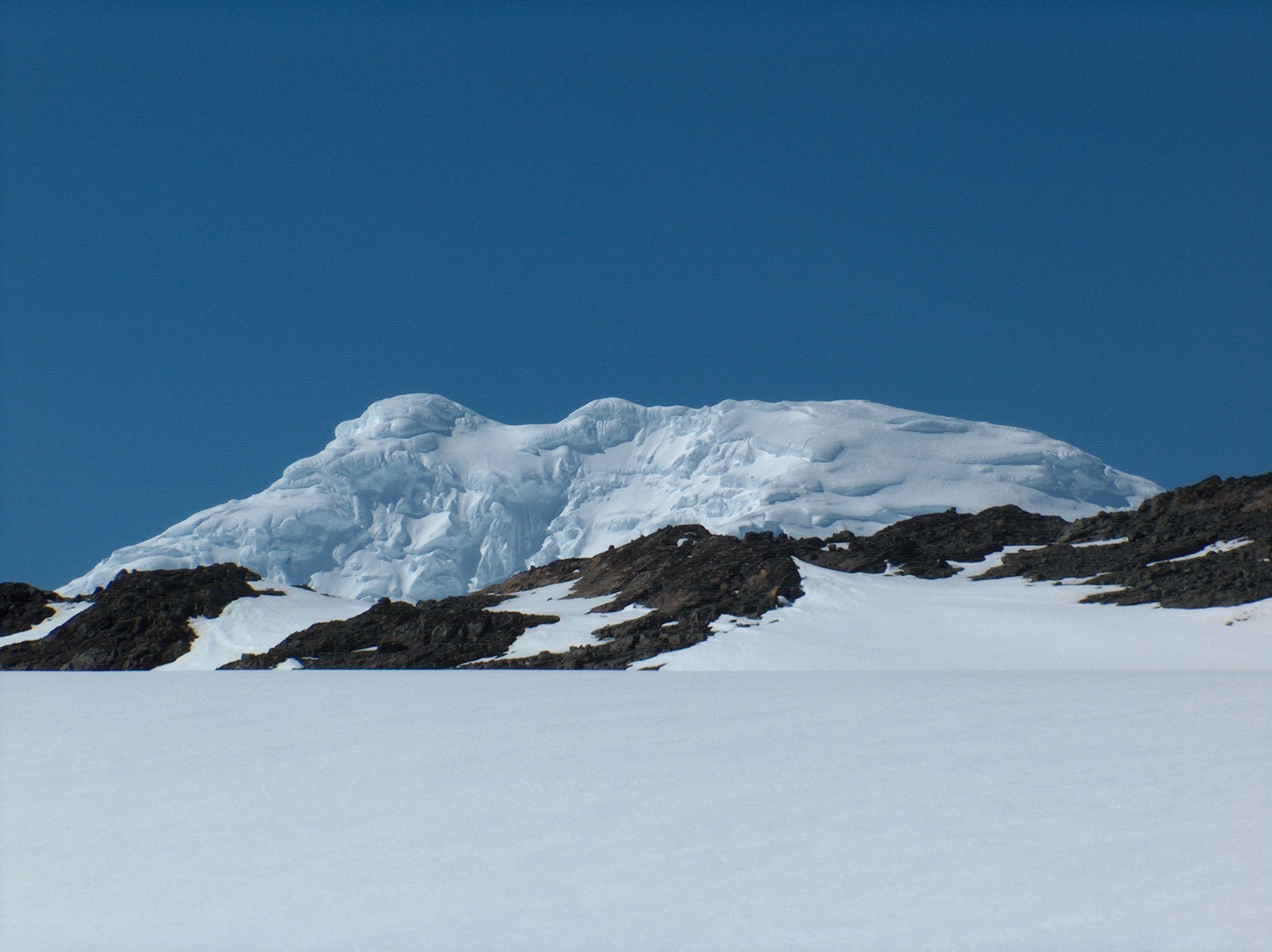
Гора Фрисланд та пік Святого Бориса з околиць бази Св. Климента Охридського